# Region Wielka Akra
Wielka Akra – jeden z 10 regionów administracyjnych Ghany. Według spisu z 2021 roku liczy ponad 5,4 mln mieszkańców i tym samym jest najbardziej i najgęściej zaludnionym regionem Ghany.
W jego skład wchodzi 10 dystryktów:
- Akra
- Adenta Municipal
- Ashaiman Municipal
- Dangbe East
- Dangbe West
- Ga East
- Ga West
- Ledzekuku-Krowor Municipal
- Tema
- Weija Municipal.

## Demografia
Według spisu w 2021 roku region zamieszkany jest głównie przez ludy Akan (41,1%), Ga-Dangme (24,6%), Ewe (20,2%) i Mole-Dagbani (5,8%). 

### Religia
Struktura religijna w 2021 roku według Spisu Powszechnego:
- zielonoświątkowcy i charyzmatycy – 47,3%,
- pozostali protestanci – 19%,
- pozostali chrześcijanie – 12,4%,
- muzułmanie – 11,6%,
- katolicy – 5,7%,
- brak religii – 0,93%,
- religie etniczne – 0,27%,
- inne religie – 2,8%.